# Cyrtopodium josephense
Cyrtopodium josephense là một loài thực vật có hoa trong họ Lan. Loài này được Barb.Rodr. mô tả khoa học đầu tiên năm 1891.